# Castianeira dugesi
Castianeira dugesi är en spindelart som först beskrevs av Becker 1879.  Castianeira dugesi ingår i släktet Castianeira och familjen flinkspindlar. Inga underarter finns listade.